# Aeroportul Puerto Rico
Aeroportul Puerto Rico (IATA: PUR, ICAO: SLPR) este un aeroport din Pando, Bolivia ce deservește zona Puerto Rico⁠(d). A fost numit după zona deservită.
Situat la o altitudine de 182 m, aeroportul dispune de o singură pistă.